# The Comedians (serie televisiva 2015)
The Comedians è una serie televisiva statunitense andata in onda dal 9 aprile al 25 giugno 2015.
Il 23 luglio 2015, FX cancella la serie dopo una sola stagione prodotta.
La serie è ispirata alla serie televisiva svedese Ulveson and Herngren.

## Episodi
| Stagione       | Episodi | Prima TV originale | Prima TV Italia |
| -------------- | ------- | ------------------ | --------------- |
| Prima stagione | 13      | 2015               | inedita         |

## Personaggi e interpreti
- Billy, interpretato da Billy Crystal.
- Josh, interpretato da Josh Gad.
- Kristen, interpretata da Stephnie Weir.[3]
- Mitch, interpretato da Matt Oberg.
- Julie, interpretata da Dana Delany.[4]
- Esme, interpretata da Megan Ferguson.

## Accoglienza
La serie è stata accolta in maniera mista dalla critica. Su Rotten Tomatoes ha un indice di gradimento del 58% con un voto medio di 7,1 su 10, basato su 38 recensioni. Su Metacritic, invece, ha una punteggio di 57 su 100, basato su 30 recensioni.

## Remake
È stato annunciato, durante la presentazione del palinsesto 2017-2018 di TV8, un remake italiano della serie, in onda dal 15 novembre 2017.